# Quận Kewaunee, Wisconsin
Quận Kewaunee một quận thuộc tiểu bang Wisconsin, Hoa Kỳ. Quận lỵ đóng ở Kewaunee.6. Theo điều tra dân số năm 2000 của Cục điều tra dân số Hoa Kỳ năm 2000, quận có dân số 20.187 người.

## Địa lý
Theo Cục điều tra dân số Hoa Kỳ, quận có diện tích km2, trong đó có km2 là diện tích mặt nước.